# نيرلينس نويل
نيرلينس نويل (بالإنجليزية: Nerlens Noel)‏ مواليد 10 أبريل 1994 في مالدن، هو لاعب كرة سلة محترف أمريكي بدأ مسيرته الاحترافية في سنة 2013 حيث تم اختياره من قبل فريق نيو أورلينز بيليكانز خلال الدرافت، يلعب مع فريق فيلادلفيا سفنتي سيكسرز في الرابطة الوطنية لكرة السلة كلاعب وسط ويحمل الرقم 4. يبلغ طوله 6 قدم 11 بوصة (2.1 م).

## إحصائيات المسيرة

### الموسم الاعتيادي
| السنة   | الفريق                 | لعب | بدأ | دقيقة | ميداني% | ثلاثية | حرة  | ارتداد | صنع | استلاب | تصدي | نقطة |
| ------- | ---------------------- | --- | --- | ----- | ------- | ------ | ---- | ------ | --- | ------ | ---- | ---- |
| 2014–15 | فيلادلفيا سفنتي سيكسرز | 75  | 71  | 30.8  | .462    | .000   | .609 | 8.1    | 1.7 | 1.8    | 1.9  | 9.9  |
| 2015–16 | فيلادلفيا سفنتي سيكسرز | 67  | 62  | 29.3  | .521    | .500   | .590 | 8.1    | 1.8 | 1.8    | 1.5  | 11.1 |
| المسيرة |                        | 142 | 133 | 30.1  | .490    | .500   | .600 | 8.1    | 1.8 | 1.8    | 1.7  | 10.5 |

## روابط خارجية
- نيرلينس نويل على موقع إن بي أي (الإنجليزية)
- نيرلينس نويل على موقع سبورتس رفرنس (الإنجليزية)
- نيرلينس نويل على موقع كرة السلة الأوروبية.كوم (الإنجليزية)
- نيرلينس نويل على موقع إي إس بي إن.كوم (الإنجليزية)
- نيرلينس نويل على موقع كلية كرة السلة في سبورتس رفرنس.كوم (الإنجليزية)
- نيرلينس نويل على موقع ريلجم (الإنجليزية)
- نيرلينس نويل على موقع بروبوليرز (الإنجليزية)